# Pat Spurgin
Karen Patricia Spurgin, plus couramment appelée Pat Spurgin, née le 10 août 1965 à Billings, est une tireuse sportive américaine.

## Biographie
Aux Jeux olympiques d'été de 1984 à Los Angeles, Pat Spurgin est sacrée championne olympique de l'épreuve féminine de carabine à air à 10 mètres.